# Stanislas Pacaud
Pour les articles homonymes, voir Pacaud.
Stanislas Pacaud (1892-1945) fut un résistant français et un membre de Combat Zone Nord.
Ancien fantassin de la Grande Guerre, 25 ans de service, Médaille militaire, Croix de Guerre, quatre blessures, deux citations, il est recruté comme typographe par Adrien Thomas à La Garenne-Colombes (Seine).
Dans l’imprimerie de Thomas, Pacaud compose et imprime plusieurs numéros du journal Les Petites Ailes de France et de Résistance ainsi que de nombreux tracts.
Ces publications sont distribuées par le groupe Jubert, secrétariat de Guédon, 176 quai Louis-Blériot (XVIe).
- 14 février 1942 : arrêté par la Geheime Feldpolizei, il est emprisonné à La Santé, puis déporté à la prison de Sarrebruck, en vertu du décret Nacht und Nebel.

- Envoyé sans jugement à Sachsenhausen (camp de concentration), il est vu pour la dernière fois,  le 15 avril 1945, à l’infirmerie du camp de Litoměřice, kommando du KL Flossenburg.

## Sources
- Archives Nationales.
- Musée de la Résistance et de la Déportation de Besançon.
- BDIC (Nanterre).